# Simon Batz (Leichtathlet)
Simon Batz (* 1. Dezember 2002 in Mindelstetten) ist ein deutscher Leichtathlet, der sich auf den Weitsprung spezialisiert hat.

## Leben
Simon Batz wurde in der oberbayerischen Ortschaft Offendorf, das heute zur Gemeinde Mindelstetten gehört, geboren. Den Großteil seiner Kindheit und Jugend betrieb er Fußball in seiner Heimat, wobei sein Sprungtalent vielfach bereits früher festgestellt worden war. Im Alter von 15, und damit vergleichsweise spät, versuchte er sich beim MTV 1881 Ingolstadt zum ersten Mal in der Leichtathletik. Dort war er Mitglied einer auf die Laufdisziplinen fokussierten Trainingsgruppe, wodurch sein Sprungtalent weniger gefördert werden konnte. Aufgrund dessen wechselte er nach nur wenigen Monaten und schloss sich den Sportfreunden Essing im Landkreis Kelheim an. Dort wurde er von Jörg Nowy und Günter Bachhuber trainiert, denen er einen großen Anteil an seinem Weg in der Leichtathletik zuschreibt. Schnell konnte er auf nationaler Ebene im Jugendbereich Erfolge erzielen.
2021 legte Batz das Abitur erfolgreich ab. Danach schloss er sich der Sportfördergruppe der Bundeswehr in München unter Sebastian Kneifel an, wenn auch nur kurzzeitig, da er merkte, dass ihn dieser Schritt nicht weiter voranbringen würde. Er entschloss sich die bayerische Heimat zu verlassen und wechselte somit im Herbst 2023 zur MTG Mannheim, wo er seitdem vom ehemaligen Weitsprung-Europameister, Sebastian Bayer, trainiert wird. Zugleich nahm er ein Studium in den Fächern Volkswirtschaftslehre und Politik an der Universität Heidelberg auf.

## Sportliche Laufbahn
Batz bestritt im Jahr 2018 erste Weitsprungwettkämpfe auf regionaler Ebene. Im Frühjahr 2019 trat er zum ersten Mal bei deutschen Hallenmeisterschaften im Juniorenbereich an. Dort belegte er den elften Platz. Ende Juli gewann er mit neuer Bestweite von 7,22 m die Bronzemedaille bei den deutschen U18-Meisterschaften in Ulm. 2020 sprang er im Februar 7,49 m und wurde damit deutscher Hallenvize-U20-Meister. Auch im Sommer im Freien gewann er bei den U20-Meisterschaften die Silbermedaille. 2021 steigerte er sich erneut und wurde mit 7,73 m erneut Zweiter bei den U20-Hallenmeisterschaften. Im Juni konnte er im Freien mit 7,76 m nochmals eine neue Bestleistung aufstellen, bevor ihm ein Sehnenabriss der Oberschenkelrückseite den Rest der Saison kostete. Aufgrund der Verletzung verpasste er einen Start bei den U20-Europameisterschaften in Tallinn.
2022 gewann Batz bei den deutschen-U23-Meisterschaften mit einem Sprung auf 7,38 m seinen ersten nationalen Meistertitel. Danach bremste ihn erneut einen Sehnenabriss aus. 2023 folgte der Wechsel nach Mannheim. Anfang Juli wurde er mit Bestleistung von 7,97 m zum ersten Mal deutscher Meister im Erwachsenenbereich. Wenige Tage nach dem Gewinn trat er bei den U23-Europameisterschaften im finnischen Espoo an. Bei seinen ersten internationalen Meisterschaften konnte er mit 7,72 m die Silbermedaille gewinnen. Ende Juli übersprang er mit 8,02 m zum ersten Mal die 8-Meter-Marke. 2024 sprang Batz im Februar in Lyon auf 8,18 m. Anschließend trat er im März bei den Leichtathletik-Hallenweltmeisterschaften in Glasgow zu seinen ersten internationalen Meisterschaften bei den Erwachsenen an. Zunächst erreichte er das Finale der besten Acht. Im letzten Versuch sprang er nach zuvor zwei ungültigen Versuchen auf 8,06 m und verpasste damit als Vierter knapp die Medaillenränge. Bei den Freilufteuropameisterschaften in Rom platzierte er sich auf Rang 9. Danach nahm Simon Batz an den Olympischen Spielen von Paris teil, wo er Sechster wurde.
2023 und 2024 wurde Batz deutscher Meister im Weitsprung im Freien. In der Halle wurde er ebenfalls 2023 und 2024 nationaler Meister. 

## Wichtige Wettbewerbe
| Jahr                    | Veranstaltung             | Ort                     | Platz                   | Disziplin               | Weite                   |
| Startet für Deutschland | Startet für Deutschland   | Startet für Deutschland | Startet für Deutschland | Startet für Deutschland | Startet für Deutschland |
| ----------------------- | ------------------------- | ----------------------- | ----------------------- | ----------------------- | ----------------------- |
| 2023                    | U23-Europameisterschaften | Espoo                   | 2.                      | Weitsprung              | 7,72 m                  |
| 2024                    | Hallenweltmeisterschaften | Glasgow                 | 4.                      | Weitsprung              | 8,06 m                  |
| 2024                    | Olympische Sommerspiele   | Paris                   | 6.                      | Weitsprung              | 8,07 m                  |

## Persönliche Bestleistungen
Freiluft
- Weitsprung: 8,12 m, 20. April 2024, Clermont

Halle
- Weitsprung: 8,18 m, 9. Februar 2024, Lyon